# Pseudechiniscus raneyi
Pseudechiniscus raneyi är en djurart som tillhör fylumet trögkrypare, och som beskrevs av Grigarick, Mihelcic och Schuster 1964. Pseudechiniscus raneyi ingår i släktet Pseudechiniscus och familjen Echiniscidae. Inga underarter finns listade i Catalogue of Life.